# Коньський Врх
Коньський Врх (словен. Konjski Vrh) — поселення в общині Луче, Савинський регіон, Словенія. Висота над рівнем моря: 761,2 м. 